# ثولاني ديفيس
ثولاني ديفيس (بالإنجليزية: Thulani Davis)‏ (19 يوليو 1949، هامبتون في الولايات المتحدة)؛ شاعرة، كاتِبة وروائية أمريكية. درست في كلية بارنارد.

## الجوائز
- الجوائز الأميركية للكتاب

## روابط خارجية
- ثولاني ديفيس على موقع IMDb (الإنجليزية)
- ثولاني ديفيس على موقع ميوزك برينز (الإنجليزية)
- ثولاني ديفيس على موقع قاعدة بيانات الفيلم (الإنجليزية)